# Matthew Hale (bíró)
Sir Matthew Hale (Alderley, Gloucestershire, 1609. november 1. – Alderley, 1676. december 25.) angol ügyvéd, bíró és jogtudós.
Hale publikált munkái különösen nagy hatással voltak az angol jogrendszer fejlődésére. A Historia Placitorum Coronæ a korona elleni főbűncselekményekkel foglalkozik, míg az Analysis of the Common Law című könyvét az angol jog első publikált történetének tekintik.

## Ügyvéd
Amikor világossá vált, hogy I. Károly király elveszíti a polgárháborút, és csak Oxford tartott ki, Hale úgy döntött, hogy megbízottként tárgyal a feladásáról, attól tartva, hogy a város különben elpusztulhat. Közbenjárásának köszönhetően tisztességes feltételek születtek, a könyvtárak megmaradtak. Annak ellenére, hogy az angol polgárháború politikailag terhelt környezetében praktizált, és elsősorban az így létrejött Angliai Nemzetközösség ellenfeleit védte, Hale hírneve nem szenvedett csorbát. Először is, nagyrészt kimaradt a háborúból, figyelmen kívül hagyta a háború előrehaladásáról szóló híreket is, ehelyett a Pomponious Atticus életét és halálát fordította angolra. Másodszor, ügyei során egyetemesen alkalmasnak és feddhetetlennek ismerték el.

## Bíró
Oliver Cromwell, megismerve Hale képességeit, felkérte, hogy legyen bíró. 1653. január 31-én hivatalosan kinevezték a Court of Common Pleas, a három fő westminsteri bíróság egyikének bírójává, azzal a feltétellel, hogy "nem kell elismernie a bitorló tekintélyét". Azt is megtagadta, hogy embereket öljön meg a kormány elleni bűncselekmények miatt; úgy vélte, hogy mivel az erre felhatalmazó kormány illegális, "a férfiak ilyen okból történő megölése gyilkosság volt". Hale olyan döntéseket is hozott, amelyek negatív hatással voltak a Nemzetközösségre: kivégeztek egy katonát egy civil meggyilkolása miatt 1655-ben, és aktívan megtagadta a bírósági tárgyaláson való részvételt a határidőn kívül. Egy másik alkalommal Cromwell személyesen választott ki egy esküdtszéket egy olyan perben, amely a törvény ellentétes volt; ennek eredményeként Hale felmondta az esküdtszéket, és megtagadta az ügy tárgyalását. 1659. május 15-én Hale a visszavonulás mellett döntött.

## Írások
Hale posztumusz öröksége az írásos munkája. Különféle szövegeket, értekezéseket és kéziratokat írt, amelyek közül a legjelentősebbek a The History and Analysis of the Common Law of England (megjelent 1713) és a Historia Placitorum Coronæ vagy a The History of the Pleas of the Crown (megjelent 1736-ban). 
Az Elemzés a hallgatóknak tartott előadásokon alapult, és valószínűleg nem publikálásra szánták; ez tekinthető az első angol jogtörténetnek, amelyet valaha írtak. A 13 fejezetre osztott könyv az angol jog történetével és néhány reformjavaslattal foglalkozott. Hale megyei bíróságok létrehozását javasolta, és határozott különbséget tett az írott törvények, például a statútumok és a szokásos, íratlan törvények között. Azt is állította, hogy a jogrendszer a parlament alá tartozik, jóval a parlamenti felsőbbség megerősítése előtt, és hogy a törvénynek védenie kell a király alattvalóinak jogait és polgári szabadságjogait. A per esküdtszék általi megerősítése mellett érvelt, amelyet "a világ legjobb tárgyalási módjának" minősített, míg a 13. fejezet a jogot személy- és vagyontörvényekre osztotta, és foglalkozott a jogokkal, sérelmekkel és az akkori jog által elismert jogorvoslatokkal. 

## Művek listája
- Elmélkedések, erkölcsi és isteni (1676).
- Az emberiség primitív eredete, a természet fénye szerint mérlegelve és megvizsgálva (1677).
- Pomponius Atticus élete és halála kortársa és ismerőse, Cornelius Nepos írta. Töredékeiből lefordítva, az ezzel kapcsolatos politikai és erkölcsi megfigyelésekkel együtt (1677).
- A korona könyörgései. Módszertani összefoglaló (1678).
- Beszéd Isten és önmagunk ismeretéről (1688).
- Pomponious Atticusról (1689).
- Az emberiség eredete természetes szaporodás útján .
- A parlament eredeti intézménye, hatalma és joghatósága (1707).
- The History of the Common Law of England (1713).
- A kormány általában, eredete, változásai és próbái .
- A korona könyörgésének története (1736).
- A törvény elemzése. Az angol jog számos címének és felosztásának sémája vagy absztraktja, módszerbe bontva (1739).
- A törvénymódosítást vagy -módosítást érintő megfontolások (1787).
- Az Úr házának joghatósága, vagy az ókori feljegyzések szerint a parlament (1796).[4]
- Elmélkedések Hobbes törvénypárbeszédéről (1835).[5]
- A király előjogai (Selden Society, 1976)
- A joghatóságot érintő rendelkezés... Admiralitási bíróságok (Selden Society, 1993)
- A természet törvényéről (2015).

## Fordítás
Ez a szócikk részben vagy egészben  a   Matthew Hale (jurist) című angol Wikipédia-szócikk ezen változatának fordításán alapul.  Az eredeti cikk szerkesztőit annak laptörténete sorolja fel. Ez a jelzés csupán a megfogalmazás eredetét és a szerzői jogokat jelzi, nem szolgál a cikkben szereplő információk forrásmegjelöléseként.